# Ніжинський обласний педагогічний ліцей
Ніжинський обласний педагогічний ліцей Чернігівської обласної ради розпочав функціонування в 1993 році. Він є загальноосвітнім навчальним закладом ІІІ ступеня із профільним навчанням, який працює в режимі школи-інтернату та функціонує на базі одного з найстаріших вищих навчальних закладів України — Ніжинського державного університету імені Миколи Гоголя. Десятиліттями складені історичні традиції, Гоголівський науково-методичний центр, музей Миколи Гоголя, картинна галерея, унікальна бібліотека, Музей рідкісної книги, кілька читальних залів, а також можливість безпосереднього спілкування з науковцями створюють ту особливу атмосферу, яка дозволяє вважати ліцей осередком формування української еліти, освітнім закладом, у якому успішно реалізується гуманістичне призначення освіти як однієї з умов духовного становлення суспільства.
Завданням ліцею є забезпечення якісної профільної підготовки, достатньої для продовження освіти у вищому навчальному закладі, розвиток творчих здібностей учнів, виховання особистості — свідомого громадянина України.
Сьогодні в закладі навчається 176 учнів. Це обдарована молодь, випускники дев'ятих класів із різних районів Чернігівщини, що вступили до таких профільних класів:
- філологічний (із вивченням української мови, літератури);
- клас іноземних мов (із вивченням англійської та німецької мов);
- фізико-математичний клас (із вивченням математики й фізики).

Свої знання й досвід передають ліцеїстам 64 учителі, серед них 17 мають наукові ступені та вчені звання, а саме: 2 доктори наук, професори кафедр НДУ імені Миколи Гоголя, 15 кандидатів наук, доцентів, 7 відмінників освіти України, 6 учителів-методистів, 27 спеціалістів вищої категорії, 2 старших учителів.